# Qianhong Gotsch
Qianhong 'Hongi' Gotsch (Tianjin, 7 september 1968) is een in China geboren Duitse tafeltennisster. Ze won in 1999 en 2000 twee keer achter elkaar de Europa Top-12 en werd in 2000 eveneens Europees kampioene enkelspel.

## Biografisch
De als Qianhong He geboren Gotsch woonde tot 1991 in China, waar ze twee keer nationaal jeugdkampioen werd en waarvoor ze drie interlands speelde. In '91 ging ze met haar echtgenoot Li Shusen in het Duitse Offenburg wonen. Het huwelijk hield geen stand, waarna Gotsch in 1996 hertrouwde met Ingo Gotsch en diens achternaam aannam. De Chinees-Duitse werd twee jaar later Duits staatsburger en maakte in 1999 haar debuut voor de Duitse nationale ploeg, waarvoor ze deelnam aan de Tafeltennis op de Olympische Zomerspelen 2000.
Gotsch kwam in competitieverband onder meer uit voor het Duitse TSV Betzingen, waarmee ze in 2001 de ETTU Cup won.

## Erelijst
Belangrijkste titels:
- Europees kampioene enkelspel 2000
- Winnares Europa Top-12 1999 en 2000

ITTF Pro Tour:
- Winnares Zweden Open 1998
- Winnares Oostenrijk Open 1999
- Halve finale ITTF Pro Tour Grand Finals 1999